# El Desecho 1.ª Sección
El Desecho 1.ª Sección es una localidad del municipio de Huimanguillo ubicado en la subregión de la Chontalpa del estado mexicano de Tabasco.

## Geografía
La localidad de El Desecho 1.ª Sección se sitúa en las coordenadas geográficas 17°51′59″N 93°22′58″O / 17.866389, -93.382778, a una elevación de 21 metros sobre el nivel del mar.

## Demografía
Según el Conteo de Población y Vivienda 2020, efectuado por el Instituto Nacional de Estadística y Geografía, la localidad de El Desecho 1.ª Sección tiene 2,756 habitantes, de los cuales 1,347 son del sexo masculino y 1,409 del sexo femenino. Su tasa de fecundidad es de 2.45 hijos por mujer y tiene 713 viviendas particulares habitadas.
| Gráfica de evolución demográfica de El Desecho 1.ª Sección entre 1900 y 2020 |
|                                                                              |
| INEGI.                                                                       |